# Lucio Maria Attinelli
Lucio Maria Attinelli (né le 4 août 1933 à Palerme, en Sicile) est un journaliste et écrivain italien.

## Biographie
Journaliste, Lucio Maria Attinelli a été correspondant à Paris des périodiques italiens Il Mondo, La Fiera Letteraria, L'Europeo, Gente.
Avec Italo Calvino, Dino Buzzati, Stefan Themerson, André Pieyre de Mandiargues, entre autres, il prend part à la revue littéraire internationale Il Caffé créée et dirigée par G. Vicari.
Ses rencontres avec Ezra Pound, Julio Cortazar, Alberto Giacometti, Jean Genet et ses correspondances de Paris lors des événements de mai 1968 ont fait référence en Italie.
En France il collabore aux quotidiens Le Figaro et Combat, ainsi qu’à la revue littéraire Les Cahiers des saisons dirigée par Jacques Brenner et Bernard Frank.
Lucio Maria Attinelli a été haut fonctionnaire de rang diplomatique à l'UNESCO. De 1962 à 1991 il a assumé successivement la charge de directeur adjoint du département de l’Information, de coordonnateur adjoint du « Projet des Nations unies pour l'étude intégrale des Routes de la soie, Routes de dialogue » et de directeur du département des Relations publiques et des événements spéciaux qu’il a créé et dirigé jusqu’à son départ de l’Organisation. Dans ce cadre, on lui doit, entre autres initiatives, le lancement médiatique de la Campagne mondiale pour la sauvegarde de Venise. Médaille de Vermeil (1976).
Lucio Maria Attinelli dont la particularité est d’écrire directement en français, est l’auteur de nombreux scénarios cinématographiques, de deux recueils de poèmes, de quelques contes et de dix romans.

## Œuvres
- Les Barons de Palerme, Acropole, 1982.
- Ouverture sicilienne, Robert Laffont, 1992, et Le Livre de Poche, 1997.
- La Gondole blanche, Robert Laffont, 1994.
- La Chute de l’épervier, Robert Laffont, 1997, et Le Livre de Poche, 1998.
- Une saison sicilienne, Flammarion, 2000.
- Paradis d’orages, Fayard, 2003.
- Un Sicilien à Paris, Fayard, 2005.
- Pour les Éditions André Sauret il a écrit la version française de l’ouvrage de Giorgio Soavi: Giacometti.
- Parfum de Sicile, Amazon, 2020.
- Vertige, Amazon, 2020.
- Un jour Shéhérazade, Amazon, 2021.

## Filmographie
- 1972 : Les Voraces de Sergio Gobbi avec Helmut Berger, Françoise Fabian et Paul Meurice, scénario : Lucio Attinelli et Vahé Katcha
- 1975 : Blondy de Sergio Gobbi avec Bibi Andersson et Rod Taylor, scénario et dialogues : Lucio Attinelli

## Prix littéraires
- Prix Talamone 1983 avec Leonardo Sciascia pour ses activités littéraires ;
- Finaliste en 2003 du prix international « Ostia/Roma » - placé sous le haut patronage du président de la République italienne - pour son roman Una stagione a Palermo (Sellerio, éditeur)

## Action internationale
Lucio Maria Attinelli a été le créateur et le coordonnateur général du programme de réflexions et d’études « Unesco-Nouveau millénaire » qui est à l’origine de la « Déclaration des responsabilités et des devoirs humains » à laquelle ont participé notamment : Umberto Eco, Michel Serres de l’Académie française, Maurice Aymard de la Maison des sciences de l'homme, Dario Fo prix Nobel de littérature, Arthur Miller, Sir Peter Ustinov et Wole Soyinka prix Nobel de littérature, Adolfo Pérez Esquivel, prix Nobel de la paix.
En 1990, l'Unesco lui a remis l’acte officiel de « profonde reconnaissance pour ses 28 ans de contribution au service de la Coopération internationale et la Paix. »

## Arts plastiques
Dernièrement, délaissant partiellement son activité littéraire, Lucio Maria Attinelli s’est adonné à la peinture et à la sculpture. De l’avis des experts, ses œuvres, inspirées de la « Soul Art » dont il se réclame, sont très abouties. Parmi celles-ci citons : 
- Hommage à Marilyn
- 11 septembre
- Mai 68 et le suivant
- Aphrodite now
- Phéromones connexion
- Phéromones explosion
- C’era una volta Roma
- S.d. B : La deuxième vie du deuxième sexe